# Lancia Ardea
Lancia Ardea är en personbil, tillverkad av den italienska biltillverkaren Lancia mellan 1939 och 1953.
Ardea var Lancias andra småbil, efter Augusta. Bilen var en mindre version av syskonmodellen Aprilia, med liknande kaross och motor. För att spara in på produktionskostnaden saknade Ardean bagagerumslucka och bilen hade en enkel, stel bakaxel, upphängd i längsgående bladfjädrar.
Bilen byggdes även i ett antal kommersiella versioner: som taxi med lång hjulbas, som lätt lastbil (Furgoncino) och som pickup (Camioncino).
Lancia räknade inte årsmodeller, utan bilen tillverkades i serier varefter olika förbättringar infördes:
- Första serien, tillverkad mellan 1939 och 1941 i 2 992 exemplar.
- Andra serien, tillverkad mellan 1941 och 1948 i 4 438 exemplar. 12 Volt elsystem införs.
- Tredje serien, tillverkad mellan 1948 och 1949 i 3 600 exemplar. Femväxlad växellåda införs.
- Fjärde serien, tillverkad mellan 1949 och 1953 i 11 700 exemplar. Nytt cylinderhuvud i aluminium, högre kompressionsförhållande, högre motoreffekt: 30 hk.

Tredje serien Ardea var världens första bil med femväxlad växellåda som standard.